# Richard Virenque
Richard Virenque (ur. 19 listopada 1969 w Casablance) – francuski kolarz szosowy. Był specjalistą od jazdy w górach, siedmiokrotnie zdobywał koszulkę najlepszego górala w Tour de France (rekord). Ofensywny i waleczny styl jazdy Virenque'a dały mu wielką popularność we własnym kraju i wkrótce stał się bożyszczem Francuzów, którzy nadali mu przydomek Ryszard Lwie Serce (z powodu wielkiego serca do walki, które okazywał szczególnie podczas wielu maratońskich, górskich ucieczek – nierzadko solowych). Jego znakiem rozpoznawczym był podniesiony w górę palec wskazujący za każdym razem, kiedy wygrywał etap.

## Początki
Pierwsze osiem lat zawodowej kariery „Ryszard Lwie Serce” spędził pod skrzydłami dyrektora sportowego Bruno Roussela najpierw w ekipie RMO (1991-92), a potem w niesławnej Festinie (1993-98). Od razu dał się poznać jako utalentowany góral zajmując jeszcze jako młodziutki profi dwa drugie miejsca w rozgrywanym na ciężkich rundach pod Paryżem Trophée des Grimpeurs (Trofeum Wspinaczy). Światowej publiczności pokazał się po raz pierwszy z najlepszej strony na drugim etapie Tour de France 1992 prowadzącym przez Pireneje z San Sebastian do Pau, gdy wraz z Baskiem Javierem Marguialday dotarł do mety ponad pięć minut przed mocno przerzedzonym przez góry peletonem. Etap wygrał bardziej doświadczony Marguialday, lecz Virenque w wieku niespełna 23 lat założył żółtą koszulkę lidera TdF – aczkolwiek tylko na jeden etap, gdyż następnego dnia kolejna udana ucieczka wyniosła na fotel lidera jego starszego kolegę z drużyny Pascala Lino.

## Pierwsze duże sukcesy
W pierwszym roku występów w barwach Festiny Virenque poprawił się o kilka lokat jeśli chodzi o zajęte miejsce w klasyfikacji generalnej Tour de France (z 25. w 1992 roku na 19.), lecz jedyne zwycięstwo odniósł na trasie Tour du Limousin – sierpniowej etapówki, która ukończył w ogólnym rozrachunku na drugim miejscu. Prawdziwym przełomem był dla niego sezon 1994, a w szczególności dwunasty etap TdF prowadzący znów przez Pireneje tym razem z Lourdes do Luz-Ardiden. Tego dnia na Col du Tourmalet zgubił współtowarzyszy ucieczki i do mety dotarł z przewagą aż 4:34 nad drugim na mecie (po spóźnionym kontrataku z peletonu) Włochem Marco Pantanim i 7:42 nad liderem Baskiem Miguelem Indurainem. Dzień później został wiceliderem wyścigu, lecz słaba postawa na górskiej czasówce do Morzine-Avoriaz zdegradowała go tuż przed końcem wyścigu na piąte miejsce w generalce. Na pocieszenie zostało mu bezdyskusyjne (jego pierwsze) zwycięstwo w klasyfikacji górskiej Touru. Jeszcze tego samego lata dał się poznać z dobrej strony w wyścigach klasycznych. Najpierw zajął drugie miejsce za Mołdawianinem Andreiem Tchmilem w bretońskim semi-klasyku GP Ouest-France (Wielka Nagroda Zachodniej Francji). Pięć dni później na trudnej trasie wokół słynącego ze starożytnych zabytków Agrigento na Sycylii zdobył brązowy medal w wyścigu ze startu wspólnego podczas Mistrzostw Świata w Kolarstwie Szosowym 1994 (złoto wywalczył jego o trzy lata starszy kolega z reprezentacji i zarazem grupy Luc Leblanc).

## Lider teamuFestina
Po odejściu Leblanca, który „wplątał się” w fatalny kontrakt z szybko rozwiązaną grupą Le Groupment, Virenque został niekwestionowanym liderem Festiny. Podczas sezonu 1995 znów wygrał pirenejski etap (feralny odcinek piętnasty Saint Girons – Cauterets / Cretes du Lys, podczas którego zginął mistrz olimpijski z Barcelony Włoch Fabio Casartelli) oraz klasyfikację górską Tour de France, lecz w klasyfikacji generalnej tego wyścigu był „tylko” dziewiąty. Wyżej uplasował się w zdominowanej przez kolarzy ONCE z Jalabertem na czele Vuelta a Espana, którą ukończył na piątej pozycji. Natomiast dwa tygodnie po Vuelcie finiszował szósty podczas światowego czempionatu wyznaczonego po raz pierwszy w październiku i w dodatku w dalekiej, kolumbijskiej Duitamie na skrajnie trudnej, andyjskiej trasie. W sezonie 1996 szeregi Festiny wzmocnił Szwajcar Laurent Dufaux stając się „prawą ręką” Francuza w jego próbach zwycięstwa w „Wielkiej Pętli”. W tym samym roku nastąpił kres ery wielkiego Induraina, zaś Tour padł łupem duetu, lecz nie z Festiny a niemieckiego Telekomu (Duńczyk Bjarne Riis & Niemiec Jan Ullrich). Virenque jednak przynajmniej po raz pierwszy wspiął się na generalne podium TdF oraz już po raz trzeci okazał się najlepszym góralem tej imprezy. Po raz kolejny sprawdził się też w zawodach rangi mistrzowskiej zajmując piąte lokaty w wyścigach ze startu wspólnego na igrzyskach olimpijskich w Atlancie jak i mistrzostwach świata w Lugano. Swój najlepszy (z punktu widzenia rankingu UCI) sezon uświetnił zaś cztery dni po mistrzostwach zwycięstwem we włoskim semi-klasyku Giro del Piemonte.

## Tour de France 1997
Sezon 1997 Virenque zaczął od mocnego uderzenia wygrywając rozgrywany pod Marsylią wyścig otwarcia sezonu we Francji GP d'Ouverture i w tym samym miesiącu (lutym) zajął też drugą lokatę w innej francuskiej jednodniówce Tour du Haut Var. Przez całą wiosnę przygotowywał się spokojnie do swego corocznego głównego celu czyli Tour de France i opłaciło się, choć wciąż jeden rywal okazał się być poza jego zasięgiem. Wyścig z przewagą ponad dziewięciu minut nad Francuzem wygrał Jan Ullrich, ale Virenque wraz ze swymi kolegami z Festiny był w stanie napędzić nieco strachu nowo kreowanemu mistrzowi Niemiec podczas prowadzącego przez Wogezy etapu do Montbeliard. „Skorpion z Casablanki” (taki przydomek również nadano Virenque’owi) wygrał tym razem alpejski etap z metą w słynnej stacji narciarskiej Courchevel i oczywiście już po raz czwarty klasyfikację górską TdF całego wyścigu. Poza tym zajął też trzy drugie i trzy trzecie miejsca na innych kluczowych odcinkach, w tym nawet potrafił ukończyć na drugiej pozycji górzystą czasówkę wokół Saint-Étienne. Jednak pomimo tego i tak podczas owego „etapu prawdy” dał się przegonić Ullrichowi, z którym przegrał aż o 3:04.

## Afera dopingowa Festiny
Do następnego sezonu przystąpił z podobnym kalendarzem przygotowań do TdF jak w 1997 roku. Parę udanych występów w lutym (m.in. trzecie miejsce w etapówce Tour Méditerranéen), potem pauza i próby generalne w czerwcu, które wypadły dość udanie – wygrany etap podczas Critérium du Dauphiné Libéré i trzecie miejsce w Mistrzostwach Francji. Szefowie i kolarze Festiny wiele sobie obiecywali po występie w 85. Tour de France (Virenque był jednym z głównych faworytów), lecz ich udział w tej imprezie zakończył się wielkim skandalem już po tygodniu. W przeciwieństwie do wszystkich niemal członków swojej drużyny, w tym również dwukrotnie drugiego na Tourze Alexa Zülle – Virenque przez długi czas zaprzeczał ze łzami w oczach jakimkolwiek zarzutom stawianym jego osobie.
Tymczasem we Francji wszczęto śledztwo, a następnie rozpoczęto proces w sprawie dopingu w Festinie. Ci kolarze, którzy szybko przyznali się do przyjmowania środków dopingowych otrzymali od swych federacji kilkumiesięczne dyskwalifikacje, których okresy pokończyły się do maja 1999 roku. Natomiast „przekonany o swej niewinności” Virenque mógł nadal startować, przynajmniej do czasu zakończenia sprawy sądowej. Niemniej w swej ojczyźnie nie był mile widziany przez rodzime władze, decydentów francuskiej federacji kolarskiej i organizatorów z Societe du TdF. Dlatego też niezmieniając obywatelstwa postarał się o szwajcarską licencję zawodową, zaś pracę znalazł we włoskiej grupie Polti prowadzonej przez dyrektora Gianluigi Stangę. Nowym szefom szybko się odwdzięczył podczas najważniejszego dla nich wyścigu czyli Giro d'Italia. Wyścig ten wygrał w dramatycznych okolicznościach jego kolega z drużyny Włoch Ivan Gotti, zaś sam Virenque (czternasty w „generalce”) okazał się najlepszy na etapie trzynastym w Appeninach z metą w Rapallo. Dla organizatorów Tour de France bożyszcze francuskich kibiców był „persona non grata” i jego udział w „Wielkiej Pętli” stał się możliwy wyłącznie dzięki interwencji ze strony władz UCI. W tym wyścigu nie pozostał anonimowy, zajął ósme miejsce w klasyfikacji generalnej i raz jeszcze nie miał sobie równych w zbieraniu punktów na górskich premiach. Rok później wciąż jeżdżąc w barwach Team Polti dotarł do szóstego miejsca w Tourze i zdołał wygrać dramatyczny alpejski etap do Morzine. Podczas niego to nowy patron wyścigu Amerykanin Lance Armstrong „umierał z głodu” na przełęczy Joux-Plane, zaś towarzysz Virenque' a w kluczowej akcji Hiszpan Roberto Heras wpadł na barierki kilometr przed metą. Niespodziewanie jednak tym razem francuski góral znalazł pogromców w swej ulubionej rywalizacji o prymat wśród wspinaczy (wygrali kolarze Kelme – Kolumbijczyk Santiago Botero przed Baskiem Javierem Otxoa).
W 2001 roku Virenque przed sądem przyznał się do przyjmowania zabronionych środków dopingujących. Został ukarany przez szwajcarską federację 9-miesięczną dyskwalifikacją (do 31 października 2001 roku), później skróconą do 14 sierpnia.

## Powrót do kolarstwa po dyskwalifikacji

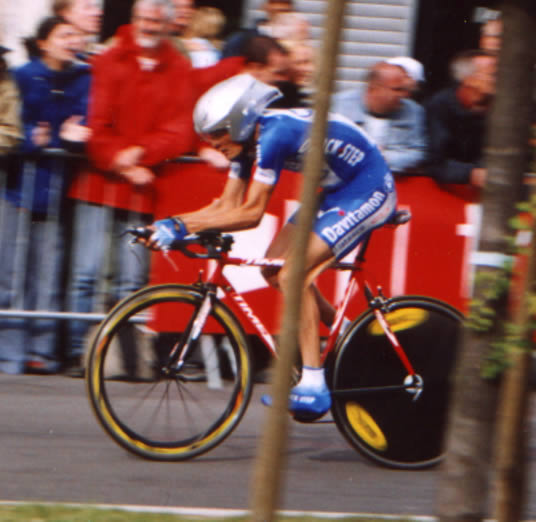
Richard Virenque na prologu TdF 2004 w Liège

Dzięki temu mógł wrócić do peletonu jeszcze w trakcie sezonu 2001, a – ponieważ drużyna Polti już nie istniała – pomocną dłoń wyciągnął doń Patrick Lefevre, menadżer belgijskiej ekipy Domo-Farm Frites. Również i tym razem Virenque potrafił się szybko i godnie zrewanżować za okazane mu zaufanie. Uczynił to podczas wyścigu z pozoru najmniej odpowiadającego jego górskim talentom. Na trasie „klasyku sprinterów” spod Paryża do Tours uciekł już na 12 kilometrze, współpracował przez ponad 230-kilometrów z największym wśród swych rodaków specem od tego typu akcji Jackym Durandem po czym nie tylko go zgubił, lecz jeszcze będąc skazanym na niemal pewne „wchłonięcie” z powodzeniem odparł pościg rozpędzonego peletonu. Virenque po przejściach choć miał już najlepsze lata za sobą, stał się jednak człowiekiem bardziej świadomym swych kolarskich walorów i niedostatków. W erze totalnej dominacji Armstronga na scenie Tour de France jego szanse na wymarzone zwycięstwo w tym wyścigu bezpowrotnie uleciały. Jego nowa ekipa Domo celowała przede wszystkim w wyścigi klasyczne. W tej sytuacji podczas „Wielkiej Pętli” miał raczej status wolnego strzelca i jako taki stawiał sobie realistyczne cele tj. kolejne zwycięstwa w klasyfikacji górskiej i na górskich odcinkach. Z trzech ostatnich występów w Tour de France (choć zajmował w „generalce” miejsca dość odległe tzn. szesnaste, szesnaste i piętnaste) wyniósł w sumie: dwie dalsze koszulki najlepszego górala (2003-04) oraz trzy sukcesy etapowe (w 2002 roku triumfował na prowansalskim szczycie, „świętej górze Touru” – Mont Ventoux, w 2003 raz jeszcze w Morzine i „na pożegnanie” w tym roku po rajdzie przez Masyw Centralny do Saint-Flour). Co więcej w jubileuszowym Tourze 2003 po wspomnianym triumfie w Morzine, do którego dojechał z przewagą ponad czterech minut nad grupą faworytów raz jeszcze, choć znów tylko na dobę, założył żółtą koszulkę lidera.
W roku 2003 po raz szósty utrzymał koszulkę w czerwone grochy i wyrównał tym samym rekord ustanowiony przez Federico Bahamontesa i Luciena van Impe. Na Tour de France 2004 Virenque wygrał 10. etap z Limoges do Saint-Flour w dniu narodowego święta Francji i tym samym odniósł siódme etapowe zwycięstwo w Torze w swojej karierze. W tym czasie jeździł w barwach belgijskiej drużyny Quick Step-Davitamon, która później przekształciła się w Quick Step. Karierę zakończył po zakończeniu sezonu 2004.